# Holzmaden
Holzmaden település Németországban, azon belül Baden-Württembergben. Lakosainak száma 2346 fő (2023. december 31.).

## Népesség
A település népessége az elmúlt években az alábbi módon változott:
| Lakosok száma | 1615 | 2167 | 2264 | 2319 | 2321 | 2320 | 2346 |
|               | 1975 | 2014 | 2017 | 2019 | 2021 | 2022 | 2023 |